# Parti vidra
A parti vidra (Lontra felina) az emlősök (Mammalia) osztályának ragadozók (Carnivora) rendjébe, ezen belül a menyétfélék (Mustelidae) családjába és a vidraformák (Lutrinae) alcsaládjába tartozó faj.

## Előfordulása
A parti vidra Dél-Amerikában (főleg Chilében, Peruban és Argentínában) található meg. Néha azonban a Falkland-szigeteknél is felbukkan.

## Megjelenése
Ennek az állatnak a fej-testhossza átlagosan 83-113 centiméter, farokhossza további 30-36 centiméter. Testtömege pedig 3-5,8 kilogramm között van. Szőrzete egyedekként a sötétbarnától a feketéig változik, hasi része világosbarna. A hosszabb külső szőrzete a szürkés, rövidebb belső szőrzetet védi. Bundája durvább tapintású, mint a tengeri vidráé (Enhydra lutris). Mind a négy lába úszóhártyás. Négy csecsbimbója van. Az állkapocscsontján (mandibula) 8 fogpár ül, míg a felső állcsontján (maxilla) 8-9 fogpár található. A fogak vágásra és nem őrlésre alakultak ki. E fajon belül a nemi kétalakúság nem annyira feltűnő.

## Életmódja
Ez a vidrafaj főleg a nagy folyókat és azok torkolatvidékét kedveli, de a tengerbe is beúszik. Nem annyira tengeri emlős, mint a Csendes-óceán északi részén élő tengeri vidra. A sziklás partszakaszokat választja otthonául, kerüli a homokos részeket. A viharverte partszakaszokat sem veti meg. A tengerben, mint északi rokona főleg a Laminaria-erdőkben vadászik. Fő táplálékai a halak, a rákok és a puhatestűek.
Nappal tevékeny, és magányosan vagy kisebb csoportokban él.

## Szaporodása
A szaporodási időszaka decemberben vagy januárban van. 60-70 napos vemhesség után, január végén, februárban vagy akár márciusban a nőstény 2-5 kölyköt ellik. A kölykök körülbelül 10 hónapig maradnak az anyjukkal. Néha megfigyelhető amint a kölyök az anyja hasán pihen, éppen úgy, mint a tengeri vidra esetében. Elválasztás után a szülők táplálják és tanítják vadászni a kicsiket. Habár a felnőttek gyakran párt alkotnak, mindkét nembéli állat párosodhat más vidrákkal is.

## Veszélyeztetettsége
A történelem során a parti vidrát is vadászták bundája miatt. Argentína nagy részén és a Falkland-szigetekről emiatt ki is pusztult. Habár manapság a törvény védi, állományaiban az orvvadászat még mindig nagy károkat csinál.

## Parti vidrák úszás közben

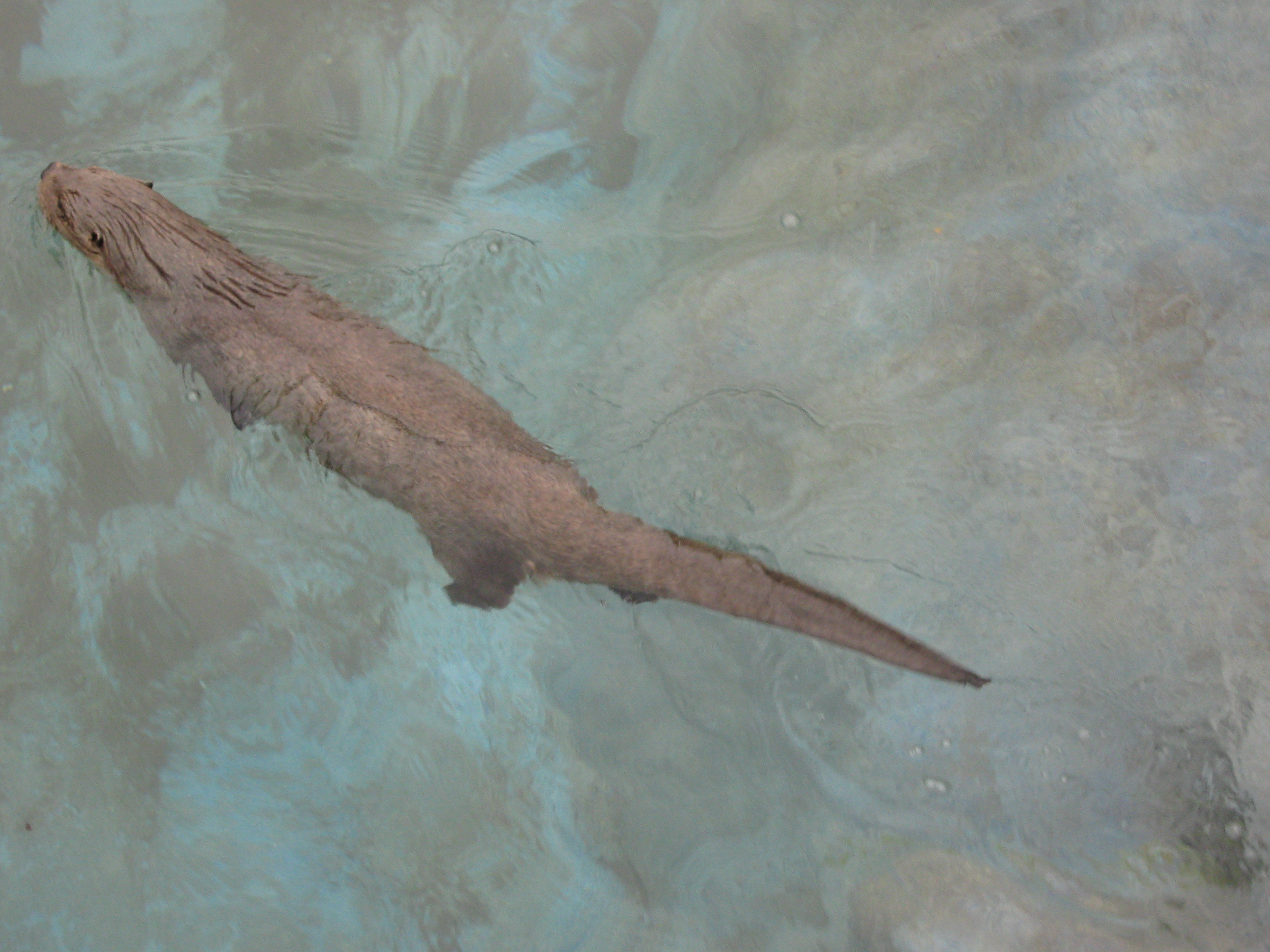
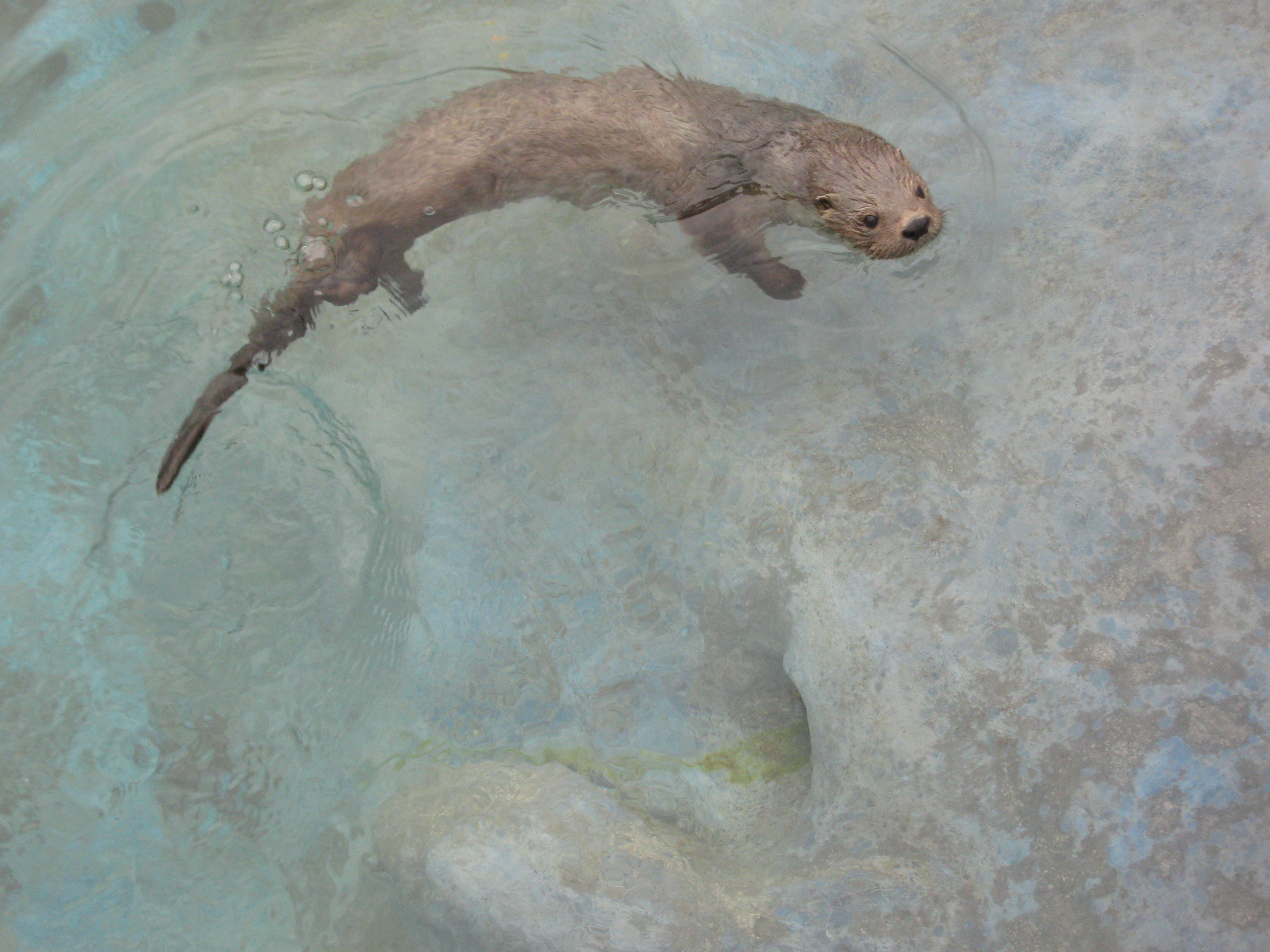
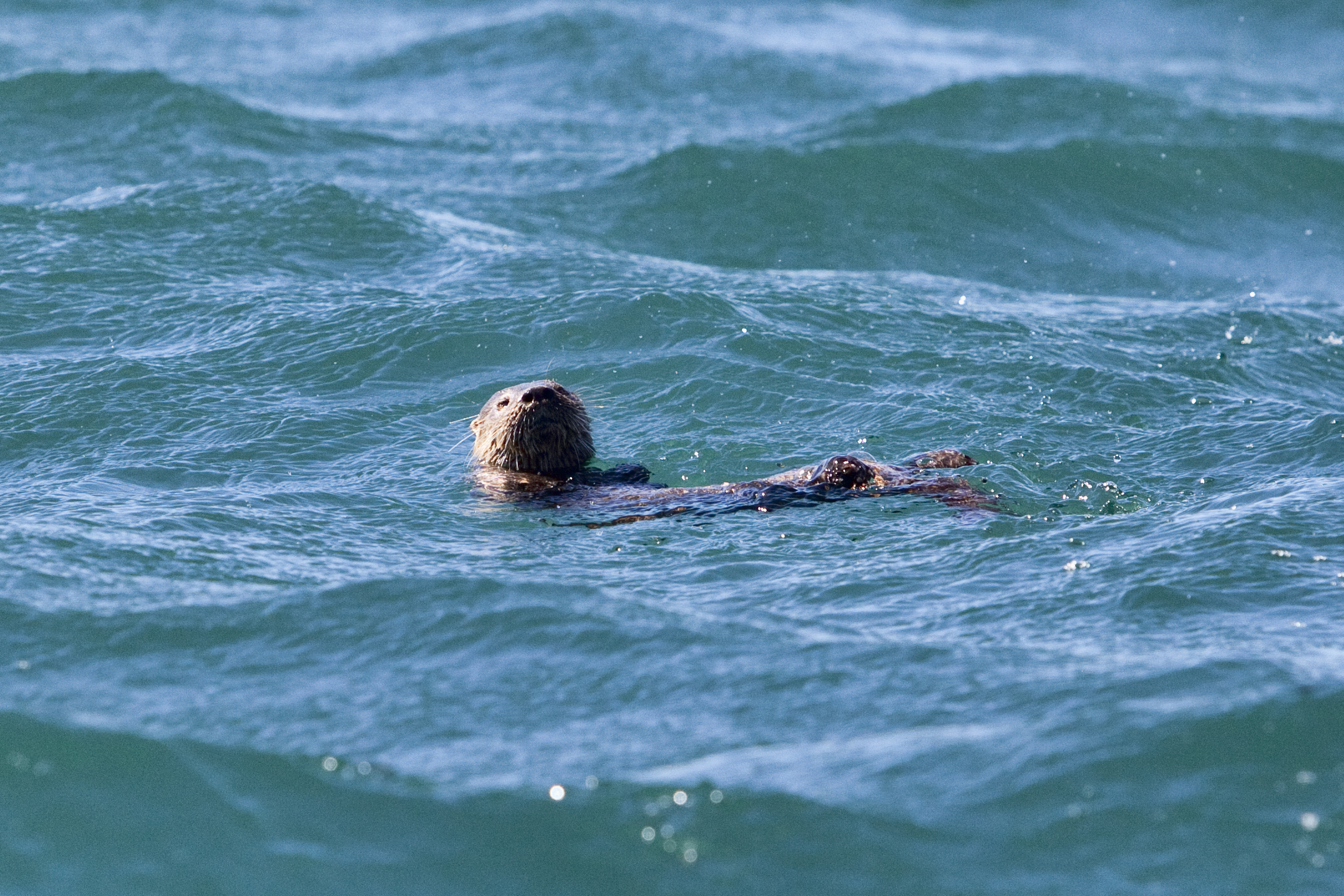
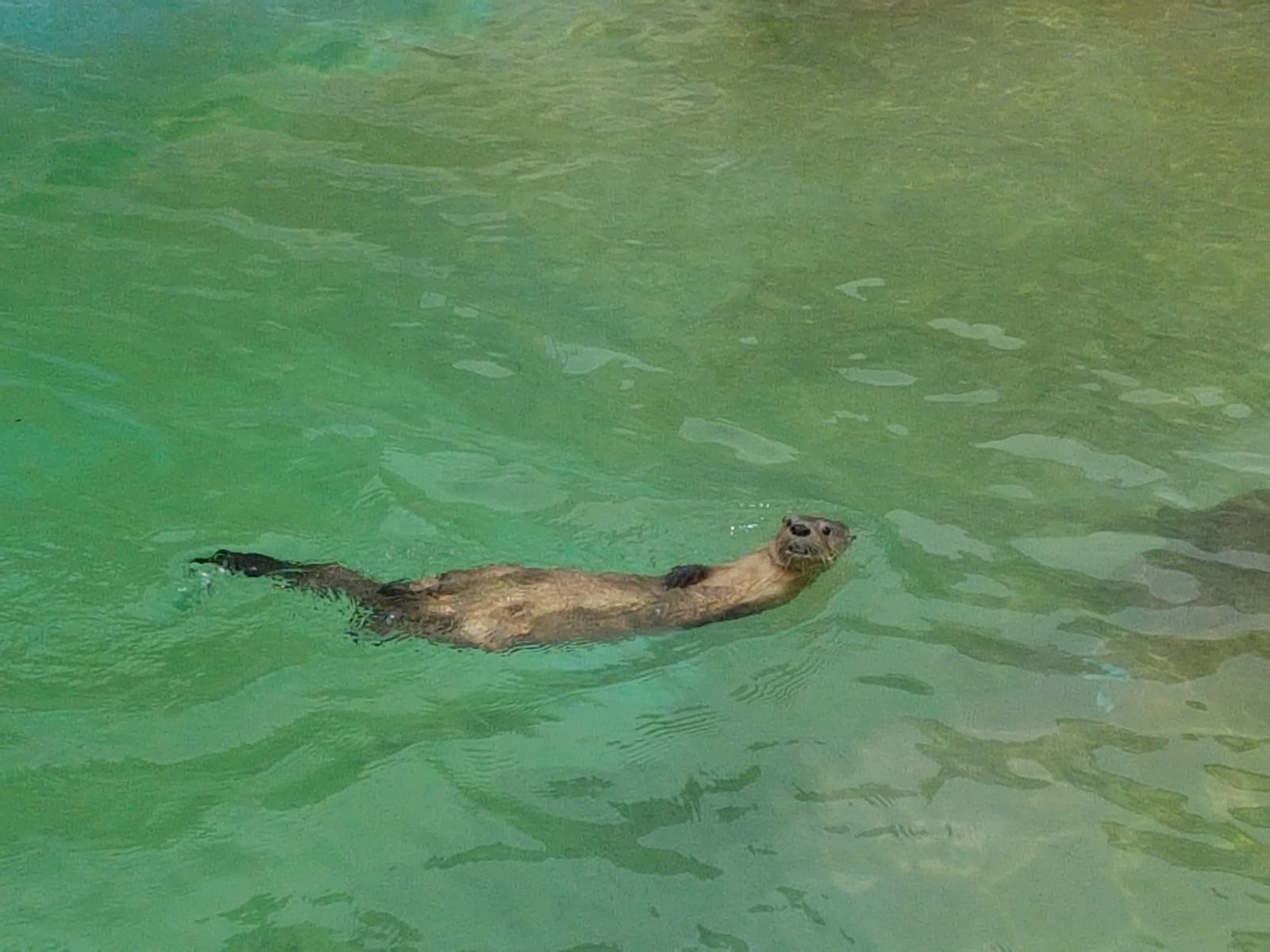

### Fordítás
- Ez a szócikk részben vagy egészben  a   Marine otter című angol Wikipédia-szócikk ezen változatának fordításán alapul.  Az eredeti cikk szerkesztőit annak laptörténete sorolja fel. Ez a jelzés csupán a megfogalmazás eredetét és a szerzői jogokat jelzi, nem szolgál a cikkben szereplő információk forrásmegjelöléseként.